# Kibak Khan
Kibak Khan (probablement el mateix esmentat a les cròniques russes com Kuidat o Kuidadat) fou kan de l'Horda d'Or, fill de Toktamix i successor del seu germà Kerimberdi el 1414 en oposició a un altre germà, Jabbarberdi, que tenia el suport lituà. Kibak és considerat generalment com l'assassí del seu germà Jalal al-Din Khan. Llavors (1412) hauria intentat pujar al tron però aquest fou per un altre germà, Kerimberdi, al que finalment va succeir el 1414 quan fou assassinat.
El 1415 els tàtars de l'oest del riu Don van envair el territori de Riazan i van ocupar i saquejar la ciutat d'Eletz, el príncep de la qual fou assassinat. Hi ha poques monedes d'aquest kan i a més sense dates; va encunyar a Bolghar i Astracan i s'hauria sostingut poc temps, doncs Jabbarberdi es devia imposar (Khuandemir diu que Jabbarberdi el va succeir). Hajji Abdul Ghassar diu que Kibak i Kerimberdi es van enfrontar en un combat singular i els dos van morir de les ferides, però la majoria de les fonts diuen que Kerimberdi va morir a mans de Jabbarberdi. Kibak es va refugiar a Kazan on el cap local Ulugh Muhammad Khan li va donar suport, però mentre havia arribat Edigu, cap de l'Horda Nogai, que havia instal·lat com a kan a Tjekre Khan.
El 1416 Ulugh Muhammad Khan va atacar l'Horda, va fer fugir a Tjekre Khan i va fer presoner a Edigu; però no va poder arribar a Sarai perquè els nogais van donar suport a Derwish Khan, del Quiptxaq oriental, que va governar uns tres anys; Ulugh Muhammad va tornar a atacar el 1419 i segurament va matar a Derwish Khan (del que no es parla més) i al seu germà petit, molt jove, de nom Sayyid Ahmad I que el va succeir i que va fugir als 45 dies. Ulugh Muhammad va proclamar llavors a Kibak, per segona vegada i va regnar a Sarai fins vers el 1420.
El 1419 unes nevades van impedir la sembra i, per tant, la collita i l'any següent fou de fam, que gairebé va durar fins al 1422. Va córrer la notícia que a Pskov hi havia una magatzems plens de gra i gent de Nóvgorod, Tver, Moscou, els chudes, i els carelis van anar allí causant la penúria a la zona i els afamats van haver de ser expulsats. Aquesta fam va anar acompanyada d'incendis a Moscou i Nóvgorod i la destrucció parcial el 1421 de 19 monestirs en una inundació; hi van haver huracans i caigudes d'aeròlits i en especial el gran cometa de 1420. Als territoris russos es parlava de la fi del món.
Al Qiptxaq oriental el jove Sayyid Ahmad I fou apartat poc després del poder per Borrak Khan, fill de Koirijak (que havia mort en data desconeguda però potser el 1402 o 1403). Mentre Ghiyath al-Din Khan, que podria ser un fill de Shadibeg o de Tash Timur, es va apoderar de Crimea i el juliol de 1420 va atacar Sarai que estava mal defensada i el mateix Ulugh Muhammad no estava preparat per l'atac; la ciutat fou assetjada però Ulugh va aconseguir reagrupar la seva gent (agost) i va poder trencar el setge i fugir a l'est, on va romandre uns dos anys. Ghiyath al-Din Khan va ocupar Sarai i es va proclamar kan.
Kibak Khan devia seguir en lluita perquè Howorth l'esmenta el 1422 en lluita contra Burrak Khan; Ulugh Muhammad Khan va tornar llavors i se li devia unir; Burrak va aprofitar l'expedició per assetjar la ciutat russa d'Odoyev però no la va poder conquerir. El 1423 Kibak khan amb un exèrcit va atacar també la ciutat d'Odoyev, que va ocupar fent molts presoners, però aquestos foren recuperats pel príncep Yuri Romanovitx d'Odoyef i el voivoda de Mzensk. Llavors Kibak va intentar un nou atac però fou severament derrotat per Yuri Romanovitx amb suport d'un contingent lituà, i es creu que va resultar mort; les seves esposes foren enviades a Lituània i Moscou. La mort de Kibak va obrir el camí a Ulugh Muhammad per aspirar per a si mateix a la corona.